# Седем царе на Рим
Според легендата преди основаването на Римската република, Рим е бил управляван от 753 г. пр.н.е. до 510 г. пр.н.е. от 7-ина царе (на латински: rex, regis). Според съчиненията на Тит Ливий това са били:
- Ромул
- Нума Помпилий
- Тул Хостилий
- Анк Марций
- Тарквиний Приск
- Сервий Тулий
- Тарквиний Горди

След тях идва ред на консули и диктатори от 509 г. пр.н.е. до 29 г. пр.н.е.
Според традицията Рим е основан в 753 г. пр.н.е. от близнаците Ромул и Рем, синове на весталката Рея Силвия и на бога Марс. Те са също така потомци на Еней и на троянските бежанци, чиято история по-късно разказва Вергилий в епическата поема „Енеида“. Ромул убива Рем и става първият римски цар.
Последните трима царе носят етруски имена, с което доказват, че Рим е управляван в този период от представители на късната етруска цивилизация.
Последният цар е изгонен от гражданите и заменен с републиканско управление. Изгонването на Тарквиний Горди и основаването на Римската република в 509 г. пр.н.е. се разглежда като освобождение на латинското население от контрола на властващите етруски фамилии.